# Martin Michlmayr

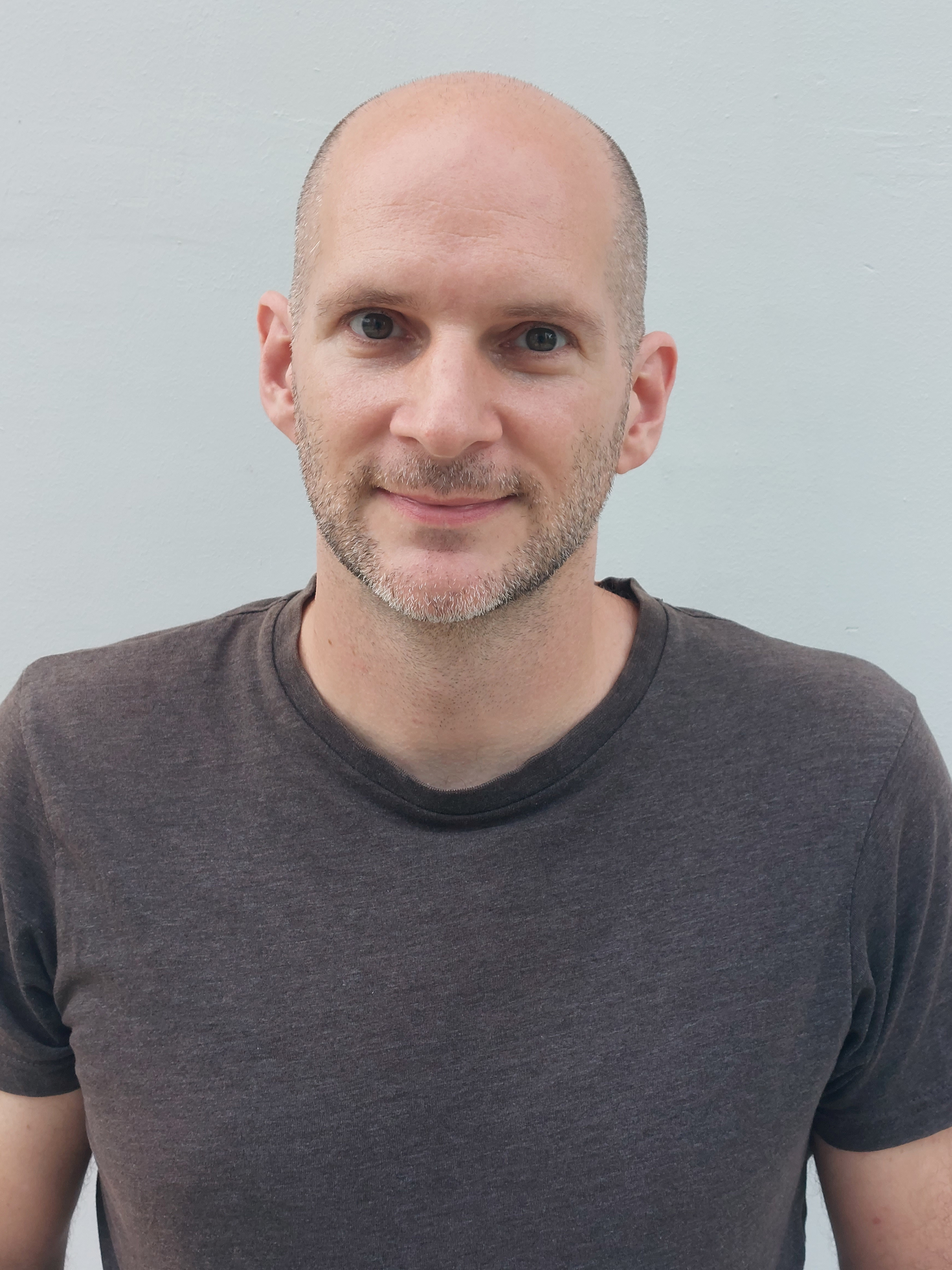
Martin Michlmayr

Martin Michlmayr – programista Debiana odpowiedzialny za jakość oprogramowania.
Martin Michlmayr został członkiem Projektu Debiana w 2000.
W marcu 2003 został Liderem Projektu Debian i był nim przez dwie kadencje (w 2004 został wybrany ponownie). Zastąpił go w kwietniu 2004 Branden Robinson.
Obecnie pracuje także nad adaptacjami Debiana na architektury ARM oraz MIPS